# Circoscrizione Milano-Pavia
La circoscrizione Milano-Pavia (o circoscrizione IV) era una circoscrizione elettorale italiana per l'elezione dell'Assemblea Costituente, nel 1946, e della Camera dei deputati, dal 1948 al 1993.
Comprendeva le province di Milano e di Pavia.
Era prevista dalla Tabella A di cui al decreto legislativo luogotenenziale 10 marzo 1946, n. 74, poi ripresa dalla legge 20 gennaio 1948, n. 6 e dal decreto del presidente della Repubblica 30 marzo 1957, n. 361.
Nel 1993 la circoscrizione fu soppressa: la provincia di Milano venne a coincidere con la circoscrizione Lombardia 1; la provincia di Pavia, al pari della provincia di Lodi (costituitasi nel 1992 per scorporo dalla provincia di Milano), fu inclusa nella circoscrizione Lombardia 3, insieme alle province di Mantova e di Cremona (già ricomprese nella circoscrizione Mantova-Cremona).
Di seguito i risultati di lista e i deputati eletti, ordinati secondo il numero di preferenze ottenute.

## Elezioni politiche 1946
| Liste                                           | Voti      | %     | Seggi |
| ----------------------------------------------- | --------- | ----- | ----- |
| Democrazia Cristiana                            | 564.641   | 33,24 | 12    |
| Partito Socialista Italiano di Unità Proletaria | 540.151   | 31,80 | 12    |
| Partito Comunista Italiano                      | 404.147   | 23,79 | 9     |
| Fronte dell'Uomo Qualunque                      | 64.005    | 3,77  | 1     |
| Unione Democratica Nazionale                    | 44.102    | 2,60  | -     |
| Partito Repubblicano Italiano                   | 28.827    | 1,70  | -     |
| Blocco Nazionale della Libertà                  | 25.211    | 1,48  | -     |
| Concentrazione Democratica Repubblicana         | 21.670    | 1,28  | -     |
| Partito Comunista Internazionalista             | 2.995     | 0,18  | -     |
| Schieramento Nazionale                          | 2.781     | 0,16  | -     |
| Totale                                          | 1.698.530 |       | 34    |

| Democrazia Cristiana | Partito Socialista Italiano di Unità Proletaria | Partito Comunista Italiano | Fronte dell'Uomo Qualunque                                        |
| --- | --- | --- | ----------------------------------------------------------------- |
| - Achille Grandi - Giuseppe Lazzati - Edgardo Castelli - Achille Marazza - Giuseppe Arcaini - Luigi Meda - Luigi Balduzzi - Edoardo Clerici - Umberto Sampietro - Tommaso Zerbi - Stefano Jacini - Piero Malvestiti | - → Pietro Nenni - Antonio Greppi - Cornelio Fietta - Emilio Canevari - Attilio Morini - Gabriele Luigi Montemartini - → Lelio Basso - Lodovico D'Aragona - Ezio Vigorelli - → Ivan Matteo Lombardo - Alcide Malagugini - Francesco Mariani - Arrigo Cairo - Paolo Treves - Umberto Pistoia | - → Luigi Longo - Gian Carlo Pajetta - Giovanni Farina - Cesare Gavina - Giuseppe Alberganti - Carlo Lombardi - Piero Montagnani - Fabrizio Maffi - Francesco Scotti - Alberto Mario Cavallotti | - → Mario Marina - → Milziade Venditti - Michele Maria Tumminelli |

1. ↑  Deceduto il 27 settembre 1946; sostituito da Pietro Ferreri il 12 dicembre
2. 1 2 3 4 5  Opta per il collegio unico nazionale
3. ↑  Dimissionario il 18 settembre 1946; sostituito da Roberto Tremelloni il 26 settembre
4. ↑  Opta per la circoscrizione Como-Sondrio-Varese
5. ↑  Dimissionario il 16 luglio 1946; sostituito da Domenico Mezzadra il 17 luglio

## Elezioni politiche 1948
| Liste                                              | Voti      | %     | Seggi |
| -------------------------------------------------- | --------- | ----- | ----- |
| Democrazia Cristiana                               | 883.198   | 46,73 | 18    |
| Fronte Democratico Popolare                        | 710.975   | 37,62 | 14    |
| Unità Socialista                                   | 199.429   | 10,55 | 4     |
| Partito Repubblicano Italiano                      | 22.476    | 1,19  | -     |
| Movimento Sociale Italiano                         | 19.154    | 1,01  | -     |
| Blocco Nazionale                                   | 17.537    | 0,93  | -     |
| Partito Comunista Internazionalista                | 12.239    | 0,65  | -     |
| Partito Nazionale Monarchico - Alleanza del Lavoro | 11.970    | 0,63  | -     |
| Partito dei Contadini d'Italia                     | 6.054     | 0,32  | -     |
| Concentrazione Nazionale Combattenti Uniti         | 2.579     | 0,14  | -     |
| Blocco Popolare Unionista                          | 1.591     | 0,08  | -     |
| Unione Movimenti Federalisti                       | 1.169     | 0,06  | -     |
| Movimento Nazionalista per la Democrazia Sociale   | 969       | 0,05  | -     |
| Fronte degli Italiani                              | 782       | 0,04  | -     |
| Totale                                             | 1.890.122 |       | 36    |

| Democrazia Cristiana | Fronte Democratico Popolare | Unità Socialista |
| --- | --- | --- |
| - Achille Marazza - Edgardo Castelli - → Luigi Morelli - Luigi Meda - Pietro Ferreri - Tarcisio Longoni - Luigi Balduzzi - Piero Malvestiti - Giovanni Battista Migliori - Giuseppe Lazzati - Rinaldo Del Bo - Umberto Sampietro - Bruno Fassina - Edoardo Clerici - Guido Mussini - Tommaso Zerbi - Enrico Mattei - Giuseppe Arcaini - Erisia Gennai Tonietti | - Luigi Longo - Gian Carlo Pajetta - Alberto Mario Cavallotti - Lelio Basso - → Pietro Nenni - Gaetano Invernizzi - Gina Martini Fanoli - Carlo Lombardi - Francesco Scotti - Carlo Venegoni - Giuseppina Re - Aldo Buzzelli - Guido Mazzali - Riccardo Lombardi - → Fernando Santi - Guido Bernardi | - → Giuseppe Saragat - → Ivan Matteo Lombardo - Ezio Vigorelli - → Roberto Tremelloni - Paolo Treves - Ugo Guido Mondolfo - Cornelio Fietta |

1. ↑  Opta per la circoscrizione Como-Sondrio-Varese
2. ↑  Opta per la circoscrizione Roma-Viterbo-Latina-Frosinone
3. ↑  Opta per la circoscrizione Parma-Modena-Piacenza-Reggio nell'Emilia
4. ↑  Opta per la circoscrizione Torino-Novara-Vercelli
5. 1 2  Opta per il collegio unico nazionale

## Elezioni politiche 1953
| Liste                                           | Voti      | %     | Seggi |
| ----------------------------------------------- | --------- | ----- | ----- |
| Democrazia Cristiana                            | 792.331   | 39,86 | 16    |
| Partito Comunista Italiano                      | 427.164   | 21,49 | 8     |
| Partito Socialista Italiano                     | 350.897   | 17,65 | 7     |
| Partito Socialista Democratico Italiano         | 127.932   | 6,44  | 2     |
| Partito Nazionale Monarchico                    | 84.773    | 4,26  | 1     |
| Movimento Sociale Italiano                      | 80.518    | 4,05  | 1     |
| Partito Liberale Italiano                       | 51.590    | 2,60  | 1     |
| Unità Popolare                                  | 26.399    | 1,33  | -     |
| Unione Socialista Indipendente                  | 18.531    | 0,93  | -     |
| Partito Repubblicano Italiano                   | 18.457    | 0,93  | -     |
| Alleanza Democratica Nazionale                  | 5.724     | 0,29  | -     |
| Unione Nazionale Democratica Impiegati Pubblici | 1.617     | 0,08  | -     |
| Partito Nettista Italiano                       | 1.497     | 0,08  | -     |
| Partito Sardo d'Azione                          | 533       | 0,03  | -     |
| Totale                                          | 1.987.963 |       | 36    |

| Democrazia Cristiana | Partito Comunista Italiano | Partito Socialista Italiano | Partito Socialista Democratico Italiano                    |
| --- | --- | --- | ---------------------------------------------------------- |
| - Alessandro Buttè - Edgardo Castelli - Ettore Calvi - Dino Del Bo - Tarcisio Longoni - Vincenzo Sangalli - Erisia Gennai Tonietti - Piero Malvestiti - Emilio Trabucchi - Pietro Ferreri - Giuseppe Arcaini - Tommaso Zerbi - Firmino Bertone - Mario Dosi - Umberto Sampietro - Achille Marazza | - Luigi Longo - Gian Carlo Pajetta - Francesco Scotti - Mario Montagnana - Alberto Mario Cavallotti - Carlo Lombardi - Carlo Venegoni - Aldo Buzzelli | - → Pietro Nenni - → Riccardo Lombardi - Guido Mazzali - Lelio Basso - Alcide Malagugini - Giovanni Battista Stucchi - Guido Bernardi - Alberto Cavaliere - Flavio Albizzati | - → Giuseppe Saragat - Ezio Vigorelli - Roberto Tremelloni |
| Partito Nazionale Monarchico | Movimento Sociale Italiano | Partito Liberale Italiano |                                                            |
| - Cesare Degli Occhi | - Domenico Leccisi | - Giovanni Malagodi |                                                            |

1. ↑  Dimissionario in data 21.01.1958; sostituito da Bruno Fassina in data 23.01.1958
2. 1 2 3  Opta per il Collegio Unico Nazionale

## Elezioni politiche 1958
| Liste                                            | Voti      | %     | Seggi |
| ------------------------------------------------ | --------- | ----- | ----- |
| Democrazia Cristiana                             | 828.257   | 37,60 | 15    |
| Partito Comunista Italiano                       | 501.209   | 22,75 | 9     |
| Partito Socialista Italiano                      | 396.040   | 17,98 | 7     |
| Partito Socialista Democratico Italiano          | 149.353   | 6,78  | 3     |
| Partito Liberale Italiano                        | 124.663   | 5,66  | 2     |
| Movimento Sociale Italiano                       | 84.207    | 3,82  | 1     |
| Partito Monarchico Popolare                      | 40.339    | 1,83  | 1     |
| Partito Nazionale Monarchico                     | 40.202    | 1,82  | 1     |
| Partito Repubblicano Italiano - Partito Radicale | 23.055    | 1,05  | -     |
| Movimento Comunità                               | 8.028     | 0,36  | -     |
| Movimento Autonomia Regionale Piemontese         | 4.542     | 0,21  | -     |
| Partito Nazionale del Lavoro                     | 1.726     | 0,08  | -     |
| Concentrazione Europea Democratica               | 1.318     | 0,06  | -     |
| Totale                                           | 2.202.939 |       | 39    |

| Democrazia Cristiana | Partito Comunista Italiano | Partito Socialista Italiano                                                                                                 | Partito Socialista Democratico Italiano                                       |
| --- | --- | --- | ----------------------------------------------------------------------------- |
| - Dino Del Bo - Alessandro Buttè - Mario Dosi - Ettore Calvi - Vincenzo Sangalli - Edgardo Castelli - Vittorino Colombo - Giovanni Battista Migliori - Tarcisio Longoni - Erisia Gennai Tonietti - Pierantonino Berté - Camillo Ripamonti - Fortunato Bianchi - Edoardo Origlia - Giovanni Ferrari | - Luigi Longo - → Gian Carlo Pajetta - Giuseppe Alberganti - Francesco Soliano - Ugo Bartesaghi - → Pietro Vergani - Davide Lajolo - Giuseppina Re - Aldo Buzzelli - → Francesco Scotti - Raffaele De Grada - Carlo Venegoni | - Pietro Nenni - Antonio Greppi - Riccardo Lombardi - Lelio Basso - Guido Mazzali - Alcide Malagugini - Luciano De Pascalis | - Ezio Vigorelli - → Giuseppe Saragat - Pietro Bucalossi - Roberto Tremelloni |
| Partito Liberale Italiano | Movimento Sociale Italiano | Partito Monarchico Popolare                                                                                                 | Partito Nazionale Monarchico                                                  |
| - Giovanni Malagodi - Luigi Barzini | - Franco Servello | - → Achille Lauro - Antonio Cremisini                                                                                       | - Cesare Degli Occhi                                                          |

1. ↑  Opta per la circoscrizione Mantova-Cremona
2. 1 2  Opta per il Senato
3. ↑  Deceduto il 24.12.1960; sostituito da Flavio Albizzati in data 18.01.1961
4. 1 2  Opta per la circoscrizione Roma-Viterbo-Latina-Frosinone

## Elezioni politiche 1963
| Liste                                            | Voti      | %     | Seggi |
| ------------------------------------------------ | --------- | ----- | ----- |
| Democrazia Cristiana                             | 806.576   | 31,92 | 15    |
| Partito Comunista Italiano                       | 613.603   | 24,29 | 11    |
| Partito Socialista Italiano                      | 463.666   | 18,35 | 9     |
| Partito Liberale Italiano                        | 285.215   | 11,29 | 5     |
| Partito Socialista Democratico Italiano          | 172.279   | 6,82  | 3     |
| Movimento Sociale Italiano                       | 108.764   | 4,30  | 2     |
| Partito Democratico Italiano di Unità Monarchica | 30.841    | 1,22  | -     |
| Partito Repubblicano Italiano                    | 15.266    | 0,60  | -     |
| Concentrazione di Unità Rurale                   | 11.365    | 0,45  | -     |
| Movimento Combattenti Italiani                   | 9.874     | 0,39  | -     |
| Partito Autonomo Pensionati d'Italia             | 6.718     | 0,27  | -     |
| Movimento Politico Cattolico Italiano            | 2.433     | 0,10  | -     |
| Totale                                           | 2.526.600 |       | 45    |

| Democrazia Cristiana | Partito Comunista Italiano | Partito Socialista Italiano |
| --- | --- | --- |
| - Vittorino Colombo - Pierantonino Berté - Alessandro Buttè - Camillo Ripamonti - Vincenzo Sangalli - Ettore Calvi - Tarcisio Longoni - Fortunato Bianchi - Francesco Verga - Giovanni Battista Migliori - Erisia Gennai Tonietti - Edoardo Origlia - Mario Dosi - Dino Del Bo - Giannina Cattaneo Petrini | - Luigi Longo - → Giorgio Piovano - Mario Melloni - Francesco Soliano - Davide Lajolo - Edgardo Alboni - Giuseppina Re - Giuseppe Sacchi - Rossana Rossanda - Carlo Olmini - → Giovanni Brambilla - Gianfranco Rossinovich - Silvio Leonardi | - Pietro Nenni - Riccardo Lombardi - Giovanni Mosca - Lelio Basso - Ezio Vigorelli - Antonio Greppi - Angelo Cucchi - Luciano De Pascalis - Walter Alini |
| Partito Liberale Italiano | Partito Socialista Democratico Italiano | Movimento Sociale Italiano |
| - Giovanni Malagodi - Luigi Barzini - Antonio Baslini - Alberto Giomo - Giulio Göhring | - → Giuseppe Saragat - Roberto Tremelloni - Renato Massari - Pietro Bucalossi | - Franco Servello - Nicola Romeo |

1. ↑  Deceduto in data 11.08.1967; sostituito da Pietro Valeggiani in data 21.09.1967
2. ↑  Dimissionario in data 21.10.1963; sostituito da Piero Malvestiti in data 24.10.1963, a sua volta deceduto il 05.11.1964 e sostituito da Edgardo Castelli in data 06.11.1964
3. 1 2  Opta per il Senato
4. ↑  Deceduto in data 24.10.1964; sostituito da Guido Bernardi in data 28.10.1964
5. ↑  Opta per la circoscrizione Torino-Novara-Vercelli
6. ↑  Dimissionario in data 16.03.1964; sostituito da Virgilio Ferrari in data 17.03.1964

## Elezioni politiche 1968
| Liste                                            | Voti      | %     | Seggi |
| ------------------------------------------------ | --------- | ----- | ----- |
| Democrazia Cristiana                             | 946.254   | 34,98 | 17    |
| Partito Comunista Italiano                       | 735.186   | 27,18 | 13    |
| Partito Socialista Unificato                     | 480.336   | 17,76 | 8     |
| Partito Liberale Italiano                        | 256.551   | 9,48  | 4     |
| Partito Socialista Italiano di Unità Proletaria  | 115.740   | 4,28  | 2     |
| Movimento Sociale Italiano                       | 99.666    | 3,68  | 2     |
| Partito Repubblicano Italiano                    | 35.634    | 1,32  | 1     |
| Partito Democratico Italiano di Unità Monarchica | 20.076    | 0,74  | -     |
| Partito Monarchico Nazionale                     | 7.230     | 0,27  | -     |
| Nuova Repubblica                                 | 3.513     | 0,13  | -     |
| T Tecnica                                        | 3.158     | 0,12  | -     |
| Partito Radicale                                 | 1.540     | 0,06  | -     |
| Totale                                           | 2.704.884 |       | 47    |

| Democrazia Cristiana | Partito Comunista Italiano | Partito Socialista Unificato | Partito Liberale Italiano                                             |
| --- | --- | --- | --------------------------------------------------------------------- |
| - Vittorino Colombo - Pierantonino Berté - Edoardo Origlia - Luigi Granelli - Ettore Calvi - Fortunato Bianchi - Francesco Verga - Giovanni Andreoni - Tarcisio Longoni - Egidio Carenini - Giannina Cattaneo Petrini - Carlo Sangalli - Virginio Rognoni - Desiderio Maggioni - Pietro Valeggiani - Mario Beccaria - Mario Vaghi | - Luigi Longo - Ugo Bartesaghi - Edgardo Alboni - Daniele Mattalia - Alberto Malagugini - Renato Cebrelli - Davide Lajolo - Pietro Vergani - Giuseppina Re - Mauro Santoni - Giuseppe Sacchi - Gianfranco Rossinovich - Carlo Olmini | - Pietro Nenni - Bettino Craxi - Roberto Tremelloni - Renato Massari - → Loris Fortuna - Giovanni Mosca - Giulio Polotti - Riccardo Lombardi - → Eugenio Scalfari - Michele Achilli | - Giovanni Malagodi - Antonio Baslini - Alberto Giomo - Luigi Barzini |
| Partito Socialista Italiano di Unità Proletaria | Movimento Sociale Italiano | Partito Repubblicano Italiano |                                                                       |
| - Lelio Basso - Walter Alini | - Franco Servello - Nicola Romeo | - Pietro Bucalossi |                                                                       |

1. ↑  Deceduto in data 04.05.1970; sostituito da Marco Baccalini il giorno stesso
2. ↑  Nominato senatore a vita in data 24.11.1970; sostituito da Luciano De Pascalis in data 25.11.1970
3. ↑  Opta per la circoscrizione Udine-Belluno-Gorizia-Pordenone
4. ↑  Dimissionario in data 10.08.1970; sostituito da Angelo Cucchi lo stesso giorno
5. ↑  Opta per la circoscrizione Torino-Novara-Vercelli

## Elezioni politiche 1972
| Liste                                           | Voti      | %     | Seggi |
| ----------------------------------------------- | --------- | ----- | ----- |
| Democrazia Cristiana                            | 981.922   | 34,26 | 16    |
| Partito Comunista Italiano                      | 807.810   | 28,18 | 13    |
| Partito Socialista Italiano                     | 352.922   | 12,31 | 6     |
| Movimento Sociale Italiano - Destra Nazionale   | 195.108   | 6,81  | 3     |
| Partito Liberale Italiano                       | 174.939   | 6,10  | 3     |
| Partito Socialista Democratico Italiano         | 140.150   | 4,89  | 2     |
| Partito Repubblicano Italiano                   | 112.966   | 3,94  | 2     |
| Partito Socialista Italiano di Unità Proletaria | 51.218    | 1,79  | -     |
| Il manifesto                                    | 24.420    | 0,85  | -     |
| Movimento Politico dei Lavoratori               | 13.002    | 0,45  | -     |
| Partito Comunista (Marxista-Leninista) Italiano | 9.615     | 0,34  | -     |
| Unione di Forze Democratiche                    | 2.190     | 0,08  | -     |
| Totale                                          | 2.866.262 |       | 45    |

| Democrazia Cristiana | Partito Comunista Italiano | Partito Socialista Italiano                                                                               | Movimento Sociale Italiano - Destra Nazionale                               |
| --- | --- | --- | --------------------------------------------------------------------------- |
| - Vittorino Colombo - Carlo Sangalli - Giovanni Andreoni - Luigi Granelli - Mario Vaghi - Virginio Rognoni - Mario Beccaria - Fortunato Bianchi - Desiderio Maggioni - Egidio Carenini - Francesco Verga - Pierantonino Berté - Maria Luisa Cassanmagnago Cerretti - Roberto Mazzotta - Giannina Cattaneo Petrini - Antonio Marzotto Caotorta | - Luigi Longo - Aldo Tortorella - Marco Baccalini - Giuseppe Carrà - Alberto Malagugini - Giorgio Milani - Giuseppe Iperico - Francesco Zoppetti - Silvio Leonardi - Guido Venegoni - Cecilia Chiovini - Roberto Baldassari - Vittorio Korach | - Giovanni Mosca - Bettino Craxi - Riccardo Lombardi - Michele Achilli - Francesco Colucci - Mario Artali | - → Giorgio Almirante - Franco Servello - Nicola Romeo - Francesco Petronio |
| Partito Liberale Italiano | Partito Socialista Democratico Italiano | Partito Repubblicano Italiano                                                                             |                                                                             |
| - Giovanni Malagodi - Antonio Baslini - Alberto Giomo | - Renato Massari - Enrico Rizzi | - Pietro Bucalossi - → Adolfo Battaglia - Antonio Del Pennino                                             |                                                                             |

1. ↑  Deceduto in data 28.08.1975; sostituito da Pietro Bruschi in data 08.10.1975
2. ↑  Opta per la circoscrizione Roma-Viterbo-Latina-Frosinone
3. ↑  Deceduto in data 25.05.1974; sostituito da Benito Bollati in data 29.05.1974
4. ↑  Opta per la circoscrizione Verona-Padova-Vicenza-Rovigo

## Elezioni politiche 1976
| Liste                                         | Voti      | %     | Seggi |
| --------------------------------------------- | --------- | ----- | ----- |
| Partito Comunista Italiano                    | 1.113.369 | 35,83 | 19    |
| Democrazia Cristiana                          | 1.092.254 | 35,15 | 19    |
| Partito Socialista Italiano                   | 368.246   | 11,85 | 6     |
| Movimento Sociale Italiano - Destra Nazionale | 132.163   | 4,25  | 2     |
| Partito Repubblicano Italiano                 | 127.019   | 4,09  | 2     |
| Partito Socialista Democratico Italiano       | 98.173    | 3,16  | 1     |
| Democrazia Proletaria                         | 79.933    | 2,57  | 1     |
| Partito Radicale                              | 49.423    | 1,59  | 1     |
| Partito Liberale Italiano                     | 44.883    | 1,44  | 1     |
| Partito Operaio Europeo                       | 2.184     | 0,07  | -     |
| Totale                                        | 3.107.647 |       | 52    |

| Partito Comunista Italiano | Democrazia Cristiana | Partito Socialista Italiano                                                                              |
| --- | --- | --- |
| - Luigi Longo - Aldo Tortorella - Elio Quercioli - → Vera Squarcialupi - Aimone Balbo di Vinadio - → Altiero Spinelli - Luigi Spaventa - Armando Luigi Calaminici - Eugenio Peggio - Salvatore Corallo - Roberto Baldassari - Giuseppe Carrà - Armelino Milani - Nadia Corradi - Andrea Margheri - Alberto Malagugini - Francesco Zoppetti - Cecilia Chiovini - Silvio Leonardi - → Giuseppe Chiarante - Romana Bianchi - Guido Venegoni | - Massimo De Carolis - Andrea Borruso - Carlo Sangalli - Aristide Tesini - → Vittorino Colombo - Giovanni Andreoni - Mario Campagnoli - Piero Bassetti - Desiderio Maggioni - Maria Luisa Cassanmagnago Cerretti - Egidio Carenini - Mario Usellini - Luigi Granelli - Nadir Tedeschi - Carlo Squeri - Virginio Rognoni - Roberto Mazzotta - Antonio Marzotto Caotorta - Gaetano Morazzoni - Emilio Trabucchi | - Aldo Aniasi - Bettino Craxi - Riccardo Lombardi - Giovanni Mosca - Francesco Colucci - Michele Achilli |
| Movimento Sociale Italiano - Destra Nazionale | Partito Repubblicano Italiano | Partito Socialista Democratico Italiano                                                                  |
| - Franco Servello - Benito Bollati | - Pietro Bucalossi - Antonio Del Pennino | - Renato Massari                                                                                         |
| Democrazia Proletaria | Partito Radicale | Partito Liberale Italiano                                                                                |
| - Massimo Gorla | - → Marco Pannella - Adele Faccio | - Giovanni Malagodi                                                                                      |

1. 1 2  Opta per il Senato
2. ↑  Opta per la circoscrizione Roma-Viterbo-Latina-Frosinone
3. ↑  Dimissionario in data 27.01.1977; sostituito da Marco Bertoli in data 03.02.1977
4. ↑  Opta per la circoscrizione Brescia-Bergamo
5. ↑  Opta per la circoscrizione Torino-Novara-Vercelli
6. ↑  Dimissionaria in data 13.12.1978; sostituita da Maria Luisa Galli in data 15.12.1978

## Elezioni politiche 1979
| Liste                                         | Voti      | %     | Seggi |
| --------------------------------------------- | --------- | ----- | ----- |
| Democrazia Cristiana                          | 1.034.635 | 33,36 | 18    |
| Partito Comunista Italiano                    | 994.783   | 32,08 | 17    |
| Partito Socialista Italiano                   | 348.608   | 11,24 | 6     |
| Partito Radicale                              | 147.541   | 4,76  | 2     |
| Partito Socialista Democratico Italiano       | 125.107   | 4,03  | 2     |
| Movimento Sociale Italiano - Destra Nazionale | 124.672   | 4,02  | 2     |
| Partito Repubblicano Italiano                 | 108.359   | 3,49  | 2     |
| Partito Liberale Italiano                     | 94.856    | 3,06  | 2     |
| Partito di Unità Proletaria                   | 60.428    | 1,95  | 1     |
| Nuova Sinistra Unita                          | 43.366    | 1,40  | -     |
| Democrazia Nazionale                          | 15.460    | 0,50  | -     |
| Partito Operaio Europeo                       | 2.229     | 0,07  | -     |
| Partito Popolare Italiano                     | 1.146     | 0,04  | -     |
| Totale                                        | 3.101.190 |       | 52    |

| Democrazia Cristiana | Partito Comunista Italiano | Partito Socialista Italiano                                                                             |
| --- | --- | --- |
| - Virginio Rognoni - Massimo De Carolis - Carlo Sangalli - Roberto Mazzotta - Egidio Carenini - Mario Campagnoli - Giovanni Andreoni - Mariapia Garavaglia - Ilario Bianco - Antonio Marzotto Caotorta - Andrea Borruso - Giovanni Caravita - Piero Bassetti - Aristide Tesini - Alberto Primo Garocchio - Mario Usellini - Fortunato Lucio Bianchi - Gaetano Morazzoni | - Luigi Longo - Aldo Tortorella - Elio Quercioli - → Giuseppe Fiori - Luigi Spaventa - Vera Squarcialupi - Silverio Corvisieri - Enea Cerquetti - Armando Luigi Calaminici - Roberto Baldassari - Giuseppe Carrà - Romana Bianchi - Eugenio Peggio - Francesco Zoppetti - Nadia Corradi - Cecilia Chiovini - Mario Giuliano - Andrea Margheri - Pietro Ichino | - Bettino Craxi - Aldo Aniasi - Riccardo Lombardi - Francesco Colucci - Giorgio Gangi - Michele Achilli |
| Partito Radicale | Partito Socialista Democratico Italiano | Movimento Sociale Italiano - Destra Nazionale                                                           |
| - → Marco Pannella - → Leonardo Sciascia - Adele Faccio - Domenico Pinto | - Renato Massari - Enrico Rizzi | - Franco Servello - Tomaso Staiti di Cuddia delle Chiuse                                                |
| Partito Repubblicano Italiano | Partito Liberale Italiano | Partito di Unità Proletaria per il Comunismo                                                            |
| - → Bruno Visentini - Antonio Del Pennino - Vittorio Olcese | - Egidio Sterpa - Antonio Baslini | - → Lucio Magri - Luca Cafiero                                                                          |

1. ↑  Dimissionario in data 03.03.1982; sostituito da Roberto Confalonieri in data 04.03.1982
2. ↑  Deceduto in data 16.10.1980; sostituito da Carla Gravina in data 23.10.1980
3. 1 2  Opta per il Senato
4. ↑  Opta per la circoscrizione Napoli-Caserta
5. ↑  Opta per la circoscrizione Roma-Viterbo-Latina-Frosinone
6. ↑  Opta per la circoscrizione Torino-Novara-Vercelli

## Elezioni politiche 1983
| Liste                                         | Voti      | %     | Seggi |
| --------------------------------------------- | --------- | ----- | ----- |
| Partito Comunista Italiano                    | 945.655   | 31,12 | 16    |
| Democrazia Cristiana                          | 825.777   | 27,17 | 14    |
| Partito Socialista Italiano                   | 365.549   | 12,03 | 6     |
| Partito Repubblicano Italiano                 | 251.792   | 8,29  | 4     |
| Movimento Sociale Italiano - Destra Nazionale | 173.057   | 5,69  | 3     |
| Partito Liberale Italiano                     | 123.904   | 4,08  | 2     |
| Partito Socialista Democratico Italiano       | 117.332   | 3,86  | 2     |
| Partito Radicale                              | 98.024    | 3,23  | 2     |
| Democrazia Proletaria                         | 83.917    | 2,76  | 2     |
| Partito Nazionale Pensionati                  | 43.203    | 1,42  | -     |
| Vivere Liberazione                            | 5.257     | 0,17  | -     |
| Partito Operaio Europeo                       | 2.831     | 0,09  | -     |
| Lista per Trieste                             | 2.820     | 0,09  | -     |
| Totale                                        | 3.039.118 |       | 51    |

| Partito Comunista Italiano | Democrazia Cristiana | Partito Socialista Italiano                                                                                                  |
| --- | --- | --- |
| - → Enrico Berlinguer - Elio Quercioli - Luciana Castellina - Aldo Tortorella - → Stefano Rodotà - Laura Balbo - Romana Bianchi - Gianfrancesco Borghini - Enea Cerquetti - Franco Bassanini - Federico Ricotti - Francesco Zoppetti - → Massimo Riva - Claudio Petruccioli - → Andrea Margheri - Anna Maria Pedrazzi Cipolla - Alfonso Gianni - Eugenio Peggio - Giovanni Grottola - Neide Umidi Sala | - Virginio Rognoni - Roberto Mazzotta - Mariapia Garavaglia - Carlo Sangalli - Giovanni Andreoni - Alberto Primo Garocchio - Mario Campagnoli - Dante Orsenigo - Vincenzo La Russa - Vincenzo Bianchi di Lavagna - Mario Usellini - Fortunato Lucio Bianchi - Andrea Borruso - Nadir Tedeschi | - → Bettino Craxi - Aldo Aniasi - Francesco Colucci - Giorgio Gangi - Oreste Lodigiani - Paolo Pillitteri - Rossella Artioli |
| Partito Repubblicano Italiano | Movimento Sociale Italiano - Destra Nazionale | Partito Liberale Italiano |
| - → Giovanni Spadolini - Antonio Del Pennino - Vittorio Olcese - Gerolamo Pellicanò - Alberto Arbasino | - Tomaso Staiti di Cuddia delle Chiuse - Franco Servello - Cristiana Muscardini | - Egidio Sterpa - Antonio Baslini                                                                                            |
| Partito Socialista Democratico Italiano | Partito Radicale | Democrazia Proletaria |
| - Renato Massari - Enrico Rizzi | - Marco Pannella - Toni Negri | - → Mario Capanna - Massimo Gorla - Guido Pollice                                                                            |

1. ↑  Opta per la circoscrizione Roma-Viterbo-Latina-Frosinone
2. ↑  Opta per la circoscrizione Catanzaro-Cosenza-Reggio Calabria
3. 1 2 3  Opta per il Senato
4. ↑  Dimissionario in data 03.03.1987; sostituito da Roberto Confalonieri in data 10.03.1987
5. 1 2  Opta per la circoscrizione Napoli-Caserta
6. ↑  Dimissionario in data 02.02.1987; sostituito da Michele Achilli in data 05.02.1987
7. ↑  Dimissionario in data 03.12.1986; sostituito da Emma Bonino in data 05.12.1986

## Elezioni politiche 1987
| Liste                                         | Voti      | %     | Seggi |
| --------------------------------------------- | --------- | ----- | ----- |
| Democrazia Cristiana                          | 898.780   | 28,16 | 14    |
| Partito Comunista Italiano                    | 843.899   | 26,44 | 13    |
| Partito Socialista Italiano                   | 573.577   | 17,97 | 9     |
| Movimento Sociale Italiano - Destra Nazionale | 165.007   | 5,17  | 2     |
| Partito Repubblicano Italiano                 | 161.989   | 5,08  | 2     |
| Lista Verde                                   | 116.829   | 3,66  | 2     |
| Partito Radicale                              | 104.853   | 3,29  | 2     |
| Democrazia Proletaria                         | 88.108    | 2,76  | 2     |
| Partito Liberale Italiano                     | 73.455    | 2,30  | 1     |
| Partito Socialista Democratico Italiano       | 71.045    | 2,23  | 1     |
| Lega Lombarda                                 | 52.283    | 1,64  | -     |
| Liga Veneta - Pensionati Uniti                | 21.554    | 0,68  | -     |
| Movimento Nazionale Italiano Cacciatori       | 7.546     | 0,24  | -     |
| Movimento di Liberazione Fiscale              | 4.877     | 0,15  | -     |
| Partito Sardo d'Azione                        | 4.337     | 0,14  | -     |
| Alleanza Umanista                             | 1.820     | 0,06  | -     |
| Alleanza Popolare                             | 1.746     | 0,05  | -     |
| Totale                                        | 3.191.705 |       | 48    |

| Democrazia Cristiana | Partito Comunista Italiano | Partito Socialista Italiano | Movimento Sociale Italiano - Destra Nazionale            |
| --- | --- | --- | -------------------------------------------------------- |
| - Roberto Formigoni - Virginio Rognoni - Mariapia Garavaglia - Carlo Sangalli - Andrea Borruso - Franco Piga - Luigi Baruffi - Mario Campagnoli - Gianni Rivera - Ombretta Fumagalli Carulli - Dante Orsenigo - Daniela Mazzuconi - Giovanni Andreoni - Mario Usellini | - → Alessandro Natta - → Antonio Giolitti - Aldo Tortorella - Giovanni Cervetti - → Antonio Cederna - Romana Bianchi - Franco Bassanini - Laura Balbo - → Giorgio Strehler - Maria Luisa Sangiorgio - Anna Maria Bernasconi - → Guido Giuseppe Rossi - Mario Cavagna - Lino Osvaldo Felissari - Elio Quercioli - Anna Maria Pedrazzi Cipolla - Cristina Bevilacqua - Neide Umidi Sala | - → Bettino Craxi - Carlo Tognoli - Aldo Aniasi - Francesco Colucci - Gian Stefano Milani - Rossella Artioli - Agata Alma Cappiello - Oreste Lodigiani - Giorgio Gangi - Gerry Scotti | - Franco Servello - Tomaso Staiti di Cuddia delle Chiuse |
| Partito Repubblicano Italiano | Lista Verde | Partito Radicale | Democrazia Proletaria                                    |
| - → Giovanni Spadolini - Antonio Del Pennino - Gerolamo Pellicanò | - Gianni Francesco Mattioli - Gloria Grosso | - → Marco Pannella - → Domenico Modugno - Adele Faccio - Alberto Bertuzzi | - → Mario Capanna - Patrizia Arnaboldi - Luigi Cipriani  |
| Partito Liberale Italiano | Partito Socialista Democratico Italiano | |                                                          |
| - Egidio Sterpa | - Renato Massari | |                                                          |

1. ↑  Dimissionario in data 06.08.1987; sostituito da Fortunato Bianchi in data 12.09.1987
2. ↑  Opta per la circoscrizione Genova-Imperia-La Spezia-Savona
3. 1 2 3 4  Opta per il Senato
4. ↑  Opta per la circoscrizione Roma-Viterbo-Latina-Frosinone
5. ↑  Opta per la circoscrizione Napoli-Caserta
6. 1 2  Opta per la circoscrizione Palermo-Trapani-Agrigento-Caltanissetta
7. ↑  Opta per la circoscrizione Torino-Novara-Vercelli
8. ↑  Deceduto in data 10.02.1988; sostituito da Giuseppe Calderisi in data 17.02.1988

## Elezioni politiche 1992
| Liste                                         | Voti      | %     | Seggi |
| --------------------------------------------- | --------- | ----- | ----- |
| Lega Nord                                     | 653.131   | 19,99 | 10    |
| Democrazia Cristiana                          | 648.783   | 19,86 | 10    |
| Partito Democratico della Sinistra            | 464.156   | 14,20 | 7     |
| Partito Socialista Italiano                   | 452.873   | 13,86 | 7     |
| Partito della Rifondazione Comunista          | 188.770   | 5,78  | 3     |
| Partito Repubblicano Italiano                 | 172.730   | 5,29  | 3     |
| Movimento Sociale Italiano - Destra Nazionale | 124.257   | 3,80  | 2     |
| Federazione dei Verdi                         | 121.482   | 3,72  | 2     |
| Partito Liberale Italiano                     | 89.924    | 2,75  | 1     |
| La Rete                                       | 66.236    | 2,03  | 1     |
| Lista Marco Pannella                          | 59.835    | 1,83  | 1     |
| Lega Alpina Lumbarda                          | 55.591    | 1,70  | -     |
| Partito Socialista Democratico Italiano       | 47.814    | 1,46  | 1     |
| Partito Pensionati                            | 40.108    | 1,23  | -     |
| La Lega Casalinghe Pensionati                 | 26.609    | 0,81  | -     |
| Sì Referendum                                 | 22.520    | 0,69  | -     |
| Alleanza Lombarda                             | 15.064    | 0,46  | -     |
| Caccia Pesca Ambiente                         | 5.794     | 0,18  | -     |
| Lega Meridionali d'Italia                     | 4.054     | 0,12  | -     |
| Federalismo                                   | 3.927     | 0,12  | -     |
| Movimento Politico Difesa Automobilisti       | 2.548     | 0,08  | -     |
| Partito Europa 2000                           | 1.379     | 0,04  | -     |
| Totale                                        | 3.267.585 |       | 48    |

| Lega Lombarda | Democrazia Cristiana | Partito Democratico della Sinistra | Partito Socialista Italiano                                                                                              |
| --- | --- | --- | --- |
| - Umberto Bossi - Marco Formentini - Maria Cristina Rossi - Francesco Formenti - Luigi Negri - Marcello Lazzati - Corrado Peraboni - Irene Pivetti - Elisabetta Gioconda - Giorgio Brambilla - Silvio Magistroni | - Roberto Formigoni - Mariapia Garavaglia - Luigi Baruffi - Virginio Rognoni - Angelo Mazzola - Carlo Sangalli - Daniela Mazzuconi - Ombretta Fumagalli Carulli - Guido Castellotti - Gianni Rivera | - → Nilde Iotti - Barbara Pollastrini - Antonio Pizzinato - Franco Bassanini - Lino Osvaldo Felissari - Giovanni Cervetti - Maria Luisa Sangiorgio - Claudio Petruccioli | - Bettino Craxi - Carlo Tognoli - Paolo Pillitteri - Francesco Colucci - Rossella Artioli - Renato Massari - Aldo Aniasi |
| Partito della Rifondazione Comunista | Partito Repubblicano Italiano | Movimento Sociale Italiano - Destra Nazionale | Federazione dei Verdi |
| - → Armando Cossutta - → Lucio Manisco - Tiziana Maiolo - → Luigi Vinci - Emilia Calini - Ramon Mantovani | - Giorgio La Malfa - Antonio Del Pennino - Gerolamo Pellicanò | - Ignazio La Russa - Franco Servello | - Gianni Francesco Mattioli - Stefano Apuzzo                                                                             |
| Partito Liberale Italiano | La Rete | Lista Pannella | Partito Socialista Democratico Italiano                                                                                  |
| - Egidio Sterpa | - Nando dalla Chiesa | - → Marco Pannella - Marco Taradash | - Enrico Ferri |

1. ↑  Dimissionario in data 14.09.1993; sostituito da Elisabetta Castellazzi lo stesso giorno
2. ↑  Opta per la circoscrizione Parma-Modena-Piacenza-Reggio Emilia
3. 1 2  Opta per il Senato
4. ↑  Opta per la circoscrizione Bologna-Ferrara-Ravenna-Forlì
5. ↑  Opta per la circoscrizione Torino-Novara-Vercelli